# Gobernador de Texas
El gobernador de Texas (en inglés, governor of Texas) es el jefe de Gobierno de Texas. A la vez, es el titular del poder ejecutivo de dicho estado. Asimismo es comandante en jefe de la Guardia Nacional de Texas (parte de la Guardia Nacional de los Estados Unidos).
En comparación con las de otros estados, la gobernación de Texas ha sido descrita como una de relativa debilidad. En algunos aspectos, es el vicegobernador de Texas, quien preside el Senado de Texas, quien posee mayor influencia para ejercer sus prerrogativas.
Rick Perry es el gobernador que más tiempo lleva en el cargo, ya que asumió el cargo en 2000 tras la salida de George W. Bush, quien renunció para asumir el cargo como el 43.º presidente de los Estados Unidos. Perry fue elegido en 2002 y reelegido en 2006 y 2010, y ocupó el cargo durante 14 años antes de optar por retirarse en 2014.
Allan Shivers asumió el cargo de gobernador tras la muerte de Beauford Jester en julio de 1949 y fue elegido en 1950 y reelegido en 1952 y 1954, sirviendo durante 7 años y medio, lo que lo convirtió en el tercer gobernador con más tiempo en el cargo antes de elegir retirarse en 1956. Price Daniel fue elegido gobernador en 1956 y reelegido en 1958 y 1960 antes de perder su reelección para un cuarto mandato sin precedentes en las primarias demócratas de 1962, perdiendo la segunda vuelta. John Connally fue elegido en 1962 y reelegido en 1964 y 1966 antes de elegir retirarse en 1968, dejando el cargo el 21 de enero de 1969. Bill Clements cumplió dos mandatos no consecutivos de cuatro años, habiendo sido elegido en 1978 pero perdió la reelección en 1982 antes de ganar la reelección en 1986, eligiendo retirarse en 1990, anteriormente tenía el récord como el segundo gobernador con más tiempo en el cargo: ambos récords de Shivers y Clements fueron superados por Perry.
El gobernador actual, Greg Abbott, fue elegido en 2014 y reelegido en 2018 y nuevamente en 2022. Es el segundo gobernador con más años en el cargo y está en camino de cumplir 12 años antes del 19 de enero de 2027.

## Proceso de elección

### Elegibilidad
El artículo IV de la Constitución de Texas marca los requisitos necesarios para ser elegible como gobernador:
- Ser ciudadano estadounidense;
- Tener mínimo treinta años de edad:
- Haber sido residente en el estado durante al menos cinco años antes del día de la elección;
- No desempeñarse en cualquier otro cargo público para el día del juramento;

### Elecciones
La elección de gobernador se lleva a cabo cada cuatro años el primer martes después del primer lunes de noviembre y no coincide con las elecciones presidenciales. El gobernador presta juramento el tercer martes de enero de cada cuatro años junto con el vicegobernador.

## Vacancia y sucesión

### Vacancia temporal
Según la Sección 16 de este artículo, el Vicegobernador asume automáticamente el poder de Gobernador siempre y cuando el gobernador viaje fuera del estado, o esté sujeto a juicio político por parte de la Cámara de Representantes de Texas.

## El vicegobernador de Texas

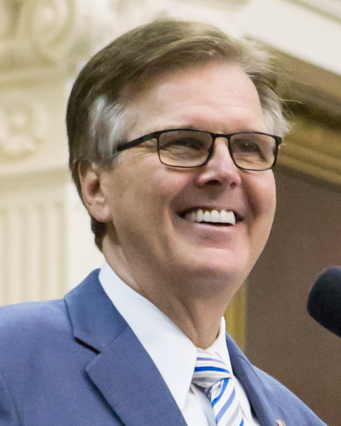
Dan Patrick es el 42.° y actual vicegobernador de Texas.

El vicegobernador de Texas es el segundo cargo ejecutivo más alto en el gobierno de Texas , un estado de los EE. UU. Es el segundo puesto más poderoso en el gobierno de Texas porque su ocupante controla el trabajo del Senado de Texas y controla el proceso presupuestario como líder de la Junta de Presupuesto Legislativo.
Según las disposiciones de la Constitución de Texas , el vicegobernador es el presidente del Senado de Texas . A diferencia de la mayoría de los senados de otros estados y del Senado de los EE. UU., el vicegobernador preside regularmente la cámara en lugar de delegar esta función al presidente pro tempore o a un líder de la mayoría . Según las reglas del Senado, el vicegobernador establece todos los comités especiales y permanentes, designa a todos los presidentes y miembros y asigna toda la legislación del Senado al comité de su elección. El vicegobernador decide todas las cuestiones de procedimiento parlamentario en el Senado. El vicegobernador también tiene amplia discreción para seguir las reglas de procedimiento del Senado.
El vicegobernador es miembro ex officio de varios órganos estatutarios, entre ellos la Junta Legislativa de Presupuesto, el Consejo Legislativo, el Comité de Auditoría Legislativa, la Junta Legislativa y el Consejo Legislativo, que tienen una influencia considerable sobre los programas estatales, el presupuesto y las políticas. El vicegobernador también es miembro de la Junta Legislativa de Redistribución de Distritos (junto con el presidente de la Cámara, el fiscal general, el contralor y el comisionado de tierras), que se encarga de adoptar un plan de redistribución de distritos para la Cámara de Representantes de Texas, el Senado de Texas o la Cámara de Representantes de los Estados Unidos después del censo decenal si la Legislatura no lo hace.
En caso de que se produzca una vacante en el cargo de vicegobernador, el Senado elige a uno de sus miembros para que actúe como Presidente del Senado hasta la próxima elección estatal, convirtiéndose en el vicegobernador. Un senador elegido como presidente de esta manera conserva su escaño de distrito y los privilegios de voto que conlleva su elección para el Senado. El vicegobernador presta juramento el tercer martes de cada cuatro años, al igual que el gobernador.
El mandato fue de dos años, desde 1846 hasta 1972. Los votantes lo aumentaron posteriormente a cuatro años, a partir de las elecciones de 1974. 
El vicegobernador asume los poderes del gobernador de Texas cuando el gobernador está fuera del estado o no puede ejercer el cargo por otras razones. El vicegobernador es elegido por separado del gobernador, en lugar de en la misma lista; por lo tanto, es posible que el gobernador y el vicegobernador sean de diferentes partidos políticos (que fue el caso durante el primer mandato del gobernador George W. Bush y también durante los dos mandatos no consecutivos de Bill Clements ). El vicegobernador se convierte en gobernador si el gobernador electo renuncia, muere o es destituido de su cargo mediante juicio político y condena. El exgobernador Rick Perry asumió el cargo tras la renuncia de George W. Bush el 21 de diciembre de 2000, antes de que Bush se convirtiera en presidente de los Estados Unidos . Cuando Perry se convirtió en vicegobernador el 19 de enero de 1999, se convirtió en el primer republicano desde Albert Jennings Fountain en 1873 en servir como vicegobernador, y el primer republicano en ser elegido como vicegobernador desde James W. Flanagan en 1869.